# Ilha de Melo
Ilha de Melo är en ö i Guinea-Bissau. Den ligger i den södra delen av landet, 100 km söder om huvudstaden Bissau. Arean är 68 kvadratkilometer.
Terrängen på Ilha de Melo är mycket platt. Öns högsta punkt är 16 meter över havet. Den sträcker sig 9,3 kilometer i nord-sydlig riktning, och 14,2 kilometer i öst-västlig riktning.